# Organisation eurasienne des brevets
L'Organisation eurasienne des brevets ou OEAB (en anglais Eurasian Patent Organization, EAPO) est une organisation internationale régionale dont le but est de délivrer des brevets valides dans les États-membres de l’Organisation en tant qu’office des brevets. Elle a été créée en 1995 avec l'entrée en vigueur de la Convention sur le brevet eurasien.

## États-membres
Au 1er septembre 2020, 8 États sont membres de l'Organisation : l'Arménie, l'Azerbaidjan, la Biélorussie, le Kazakhstan, le Kirghizistan, la Russie, le Tadjikistan , le Turkménistan. Tous sauf le Turkménistan ont adhéré à la Convention à sa création, le Turkménistan y ayant accédé en mars 1995.
La Géorgie et l'Ukraine, signataires de la Convention, ne l'ont jamais ratifiée, et n'ont donc jamais été effectivement membre de l'organisation. La Moldavie, également signataire, a quitté l'OEAB en 2011 en dénonçant la Convention.

## Histoire
Les nouveaux États issus de la dislocation de l'URSS se sont retrouvés devant la tâche de mettre en place un système national de brevets (à l'exception de la Russie qui avait hérité de l'office soviétique). Ils se sont rapidement lancés dans un projet d'office de brevet régional commun, qui aboutit le 9 septembre 1994 à la signature de la Convention sur le brevet eurasien par les représentants des gouvernements des États fondateurs. Le projet a été soutenu par l'Office européen des brevets, et la Convention est similaire à la Convention sur le brevet européen sur de nombreux points.
Après la ratification de la Convention par les États respectifs, elle entre en vigueur le 12 octobre 1995. L'organisation commence ses activités le 1er janvier 1996 et délivre son premier brevet en avril 1997.
En septembre 2019, les membres de l'Organisation eurasienne des brevets signent un Protocole adjoint à la Convention sur les dessins et modèles industriels qui ajoute la délivrance de titres de propriété industrielle dans ce domaine aux missions de l'organisation,.

## Fonctionnement
L'organisation est composée d'un Conseil d'administration et d'une branche exécutive, l'Office eurasien des brevets, dont le siège est situé à Moscou. L'Office est notamment chargé de la procédure centralisée d'examen et de délivrance des demandes de brevets eurasiens. La procédure menant à la délivrance est similaire à celle de l'Office européen des brevets.
La langue officielle de l'organisation est le russe.